# MBSラジオ秋まつり
MBSラジオ秋まつり（エムビーエスラジオあきまつり）とは、MBSラジオの主催・毎日放送の企画制作により、毎年11月3日（文化の日）に大阪府大阪市東住吉区にある長居公園自由広場で行われるイベントである。
2015年までの基本タイトルはMBS1179秋まつりであったが、翌年3月のワイドFM開始に伴い変更された。

## 概要
MBSラジオの聴取者への感謝を込め、浜村淳をはじめとしたMBSラジオのパーソナリティが毎年文化の日に長居公園に集結する。長居公園から長時間に及ぶ特別番組も放送される。会場内には、MBSラジオの人気番組やスポンサーによるブースが設置される。
2009年にはそれまでとは趣向を変え、学園祭形式によるMBSラジオ学園 学園祭として行った。
2011年にはレディー・ガガと「レディオ」の語呂合わせによる「みんなのレディオ・ガ・ガ」のタイトルで行われ、同年3月11日に発生した東日本大震災の復興支援も兼ねたイベントとして開催された。2020年には一身上の都合により、長居公園における公開生放送およびイベントを中止し、代わりにMBSラジオのスタジオから非公開生放送によるオンライン祭りを開催した。

## 出演者
- 2007年：水野晶子、浜村淳、阿部宏美、渡辺たかね、河内家菊水丸、和泉夏子、近藤光史、笑福亭銀瓶、野村啓司、ハイヒールリンゴ、鳥居睦子、メッセンジャー、西靖、桜井一枝、上泉雄一、大月勇、山中真、松井愛、松本麻衣子、馬場章夫、唐渡吉則 ほか
- 2008年：上泉雄一、八木早希、浜村淳、子守康範、河内家菊水丸、近藤光史、野村啓司、和泉夏子、浅越ゴエ、石田雄一、阿部宏美、大津びわ子、桜井一枝、大内真紀、上田悦子、亀井希生、古川圭子、大平サブロー、シルク、関岡香、土肥ポン太、水野麗奈、桂南光、森川美穂、ハイヒールリンゴ ほか

## その他
2007年には、オーサカキングで売れ残った角淳一をモデルにした信楽焼のタヌキの置物を特別に販売したが、完売できなかったため、11月5日に『ちちんぷいぷい』の番組内での呼びかけで茶屋町にあるMBS本社1階にあるMBSグッズショップで販売したところ、完売に至った。